# Lena Rice
Helena Bertha Grace Rice, Lena Rice (ur. 21 czerwca 1866 w Marlhill, zm. 21 czerwca 1907), tenisistka irlandzka, zwyciężczyni Wimbledonu.

## Życiorys
Była drugim z ośmiorga dzieci Springa i Anny z domu Gorde. Grała w tenisa w Cahir Lawn Tennis Club, m.in. z jedną z sióstr Annie. W maju 1889 wzięła udział w mistrzostwach Irlandii w Dublinie, dochodząc do półfinału gry pojedynczej, gdzie przegrała z Blanche Hillyard. W tej samej imprezie w parze z Hillyard osiągnęła finał debla, a grę mieszaną wygrała w parze z Willoughby Hamiltonem. Miesiąc później Rice debiutowała na Wimbledonie, gdzie doszła do finału turnieju pretendentek (All Comers). Ponownie musiała uznać wyższość Hillyard (która wcześniej pokonała także jej siostrę Annie), ale była bliska wygranej - prowadziła już 6:4, 5:3 i miała trzy piłki meczowe. Hillyard została następnie zwyciężczynią całego turnieju, gdyż we właściwym finale (challenge round) do obrony tytułu nie przystąpiła Lottie Dod.
W 1890 Lena Rice przegrała w finale mistrzostw Irlandii z Louise Martin 7:9, 4:6, ale triumfowała w deblu i mikście. Ponownie osiągnęła także finał turnieju pretendentek Wimbledonu (do turnieju przystąpiły jedynie cztery zawodniczki), w którym pokonała May Jacks. Z kolei jej przypadł tytuł we właściwym finale walkowerem, pod nieobecność ciężarnej Hillyard.
Na wygraniu Wimbledonu Rice zakończyła karierę sportową ze względu na słabe zdrowie. Zmarła w dniu swoich 41 urodzin na gruźlicę.
Występy w finałach All Comers na Wimbledonie (nie rozegrano w obu przypadkach meczów challenge round):
- 1889 - 6:4, 6:8, 4:6 z Blanche Hillyard
- 1890 - 6:4, 6:1 z May Jacks